# وليام ماكفاي
وليام ماكفاي (بالإنجليزية: William McVey) (و. 1905 – 1995 م) هو نحات أمريكي، ولد في بوسطن، توفي في كليفلاند، أوهايو، عن عمر يناهز 90 عاماً.

## التعليم
تعلم في جامعة رايس.